# Saint-Pierre-des-Nids
Saint-Pierre-des-Nids település Franciaországban, Mayenne megyében. Lakosainak száma 1761 fő (2022. január 1.). Saint-Pierre-des-Nids Boulay-les-Ifs, Champfrémont, Gesvres, Pré-en-Pail-Saint-Samson, Ravigny, La Ferrière-Bochard, Saint-Céneri-le-Gérei és Saint-Léonard-des-Bois községekkel határos.

## Népesség
A település népessége az elmúlt években az alábbi módon változott:
| Lakosok száma | 1610 | 1528 | 1595 | 1909 | 1946 | 1991 | 1990 | 1853 | 1785 | 1761 |
|               | 1968 | 1982 | 1990 | 2006 | 2013 | 2015 | 2017 | 2019 | 2020 | 2022 |